# Edvard Flygare
Carl Vilhelm Edvard Flygare, född 1 december 1829 i Strömstad, död 25 december 1852, var en svensk författare, son till författaren Emilie Flygare-Carlén (1807–1892) och provinsialläkaren Axel Flygare (1792–1833).
Han studerade vid Uppsala universitet och blev filosofie magister den 16 juni 1851 med avhandlingen "Om tendens-romanen", praeses var Per Daniel Amadeus Atterbom (1790–1855). I september samma år reste han till Paris och till Genua, Rom, Pompeji, Neapel och Florens. Under resan skrev han om sina intryck. Han kom tillbaka hem till Stockholm i juni 1852 med bruten hälsa. På julnatten samma år avled han i lungsot. Hans gravplats finns på kyrkogården invid Hedvig Eleonora kyrka på Östermalm.

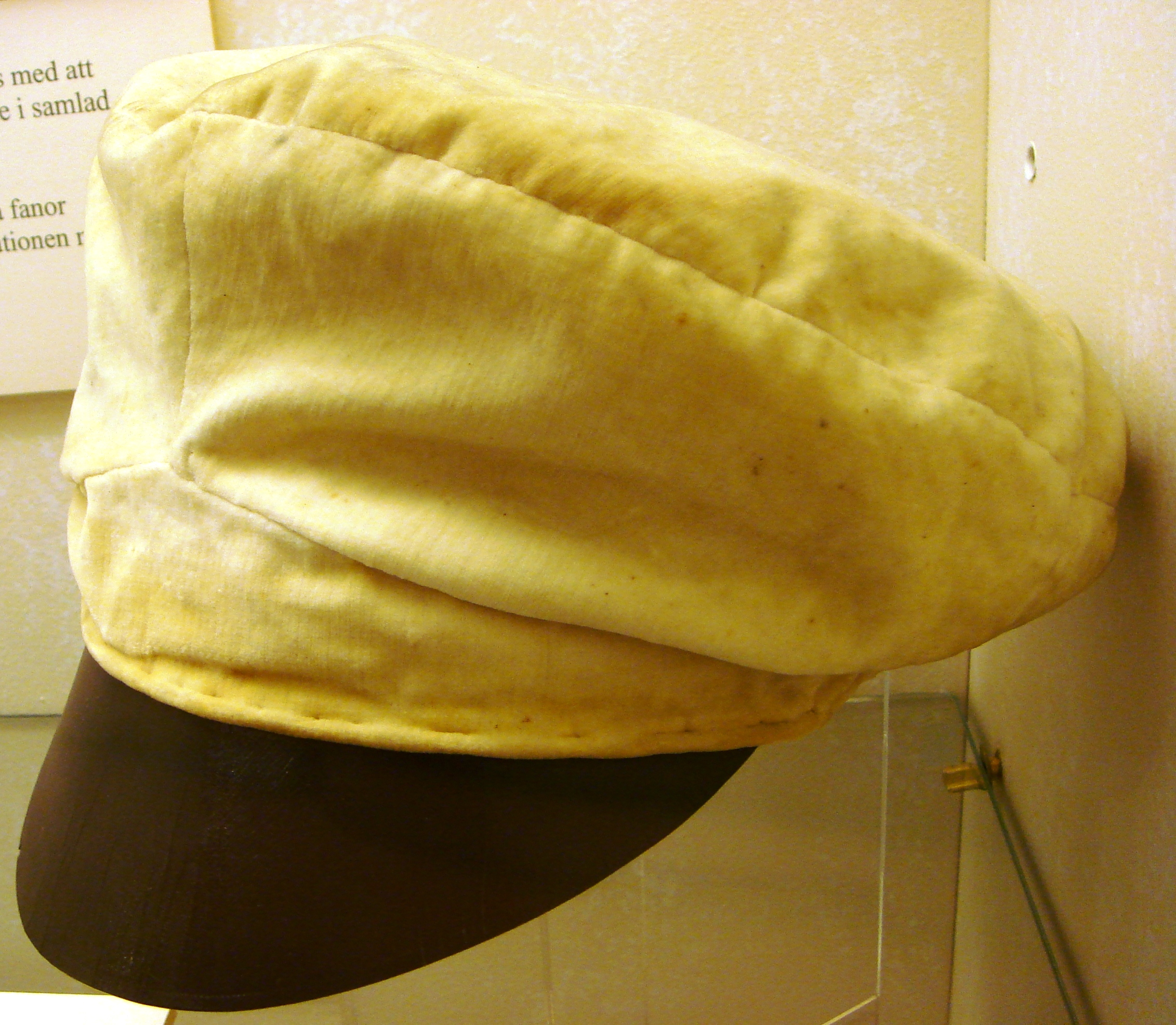
Edvard Flygares studentmössa från 1847.